# Фонові води
Фонові води — підземні води, хімічний та газовий склад яких характерний для даних водоносних горизонтів і комплексів в тектонічно не порушених і безрудних областях земної кори. Аналогічно — для поверхневих вод — ділянки територіально віддалені від джерел забруднення, які безпосередньо не впливають на ці води.
Фонова мережа моніторингу підземних вод призначена для вивчення природного (фонового) режиму підземних вод, що є вихідним (еталонним) при оцінці антропогенного навантаження з урахуванням загальної гідродинамічної і гідрогеохімічній зональності підземних вод.
При вирішенні практичних завдань охорони водних об'єктів умовно приймають фоновими ділянки річок (або озер), розташовані поза безпосереднього впливу джерел забруднення. Цим вимогам відповідають верхів'я річок або їх приток.